# Epictia peruviana
Epictia peruviana — вид змій родини струнких сліпунів (Leptotyphlopidae). Ендемік Перу.

## Поширення і екологія
Epictia peruviana відомі з типової місцевості, розташованої в провінції Чанчамайо в регіоні Хунін. Вони живуть у вологих тропічних лісах.